# Jay Rodriguez (Musiker)
Jay Rodriguez (eigentlich Hernán Ramiro Rodríguez Sierra, * 17. September 1967 in  Barranquilla) ist ein US-amerikanischer Musiker (Tenorsaxophon, Flöte, auch Komposition) des Modern Jazz.

## Leben und Wirken
Rodriguez zog mit vier Jahren mit seiner Familie aus Barranquilla, Kolumbien nach New York. Mit acht Jahren begann er, in der Grundschule Klarinette zu lernen, später hatte er Unterricht bei Phil Woods (1982–84), Joe Allard, Tito D’Rivera (dem Vater von Paquito D’Rivera) und Joe Henderson. Mit 15 Jahren spielte er Lead-Altsaxophon bei Tito Puente, absolvierte dann die New Yorker High School for Performing Arts mit Auszeichnung, um an der Manhattan School of Music und der New School zu studieren.
Rodriguez hatte erste Auftritte in Latin-Bands, Jam-Sessions in Harlem und Studioarbeiten für Werbespots. Seit den späten 1980er-Jahren spielte er mit Bill Ware, Medeski, Martin & Wood, in Dizzy Gillespies United Nations Orchestra, dem Gil Evans Orchestra, mit David Murray, Doc Cheatham, Kenny Barron und Roy Hargrove. Ferner ist er musikalischer Leiter und Gründungsmitglied des New Yorker Groove Collective; die Band spielte im Vorprogramm oder begleitete Musikgrößen wie James Brown, Tupac Shakur und Isaac Hayes, Erykah Badu, The Roots und B. B. King. Grammy-Nominierungen erhielten deren Alben Declassified und People People Music Music (2006). Im Bereich des Jazz war er zwischen 1992 und 2017 an 32 Aufnahmesessions beteiligt. Unter eigenen Namen legte er die Alben  Live at the Fez - NYC 07.03.03 und  Your Sound  vor. Jay Rodriguez leitet ein Quartett mit Pete Drungle (Piano), Lonnie Plaxico (Bass) und Pheeroan akLaff (Drums), außerdem ein Trio mit Alex Blake und Victor Jones.